# Доктор політичних наук
До́ктор політи́чних нау́к — вищий науковий ступінь у галузі політичних наук. Присуджується на підставі захисту докторської дисертації, яка являє собою сукупність результатів, що розв'язують важливу наукову або науково-прикладну проблему. Захист дисертації відбувається на відкритому засіданні спеціалізованої вченої ради, що складається з докторів наук, яким Міністерством освіти і науки України надано право розглядати дисертації з певної спеціальності.

## Порядок присудження наукового ступеня
Порядок присудження наукового ступеня «доктор наук» визначено Постановою Кабінету Міністрів України.
Науковий ступінь доктора наук присуджується спеціалізованою вченою радою на підставі прилюдного захисту дисертації особою, яка має науковий ступінь кандидата наук, і затверджується Міністерством освіти і науки України з урахуванням висновку відповідної експертної ради.
Докторський ступінь є достатнім, щоб у вищих навчальних закладах посісти місце професора. Докторський ступінь країн СНД і більшості країн Заходу кардинально відрізняється. Ступінь Ph.D. (доктор філософії) приблизно еквівалентний ступеню кандидата наук.

## Спеціальності, за якими присуджується науковий ступінь «Доктор політичних наук»
У галузі «Політичні науки» науковий ступінь присуджується за спеціальностями:
- 23.00.01 — теорія та історія політичної науки;
- 23.00.02 — політичні інститути та процеси;
- 23.00.03 — політична культура та ідеологія;
- 23.00.04 — політичні проблеми міжнародних систем та глобального розвитку;
- 23.00.05 — етнополітологія та етнодержавознавство.

У галузі «Національна безпека» за науковими спеціальностями:
- 21.03.01 — гуманітарна і політична безпека держави;
- 21.03.02 — регіональна безпека держави;
- 21.03.03 — геополітика;
- 21.04.01 — економічна безпека держави;
- 21.07.02 — розвідувальна діяльність органів державної безпеки.